# Contea di Pike (Mississippi)
La contea di Pike (in inglese Pike County) è una contea dello Stato del Mississippi, negli Stati Uniti. La popolazione al censimento del 2000 era di 38 940 abitanti. Il capoluogo di contea è Magnolia.

## Località

### Città
- Magnolia (county seat)
- McComb

### Towns
- Osyka
- Summit

### Unincorporated communities
- Chatawa
- Fernwood
- Holmesville
- Kirkville
- Pricedale
- Progress